# Villa TV
Villa TV fue un canal de televisión abierta peruano que emitía desde el distrito de Villa El Salvador, en la provincia de Lima. Contaba con programación de índole cultural. Fue lanzado el 2 de agosto de 1992 y sus estudios se ubicaban en el Centro de Comunicación Popular y Promoción del Desarrollo (CECOPRODE) en el distrito de Villa El Salvador, en Lima. Muy pronto va a regresar

## Historia
Desde su lanzamiento, el canal emitió 6 horas diarias de programación de lunes a viernes, mientras que los fines de semana emitía por 8 horas. En el 2013, CECOPRODE y la Asociación de Comunicadores TV Cultura llegaron a un acuerdo para crear una nueva empresa conjunta llamada «Televisión Ciudadana SAC» para relanzar el canal como Anqa TV, actualmente con cobertura total en Villa el Salvador, pero limitada en el resto de Lima. La señal fue relanzada el 31 de diciembre de 2013.